# SV St. Ingbert
Maillots
Le  SV St-Ingbert 1945 était un club sportif allemand localisé à Sankt Ingbert dans la Sarre.

## Histoire
Le club fut fondé le 19 août 1909 sous l'appellation Fußball Club Viktoria Sankt Ingbert.
En 1917, le club fut rejoint par le  Fußball Club Bavaria Sankt Ingbert.
En 1937, sur ordre des autorités nazies, plusieurs clubs locaux furent fusionnés avec le club qui prit le nom de Verein für Leibesübungen (VfL) Sankt Ingbert.
Après la capitulation de l'Allemagne nazie, tous les clubs et associations allemands furent dissous par les Alliés. Dès 1945, le club fut reconstitué sous la dénomination Sportverein Sankt Ingbert dans ce qui était alors la zone d'occupation française et par après le Protectorat de la Sarre.
Le 7 août 1948, certains membres quittèrent l'association pour former le  1. FC Sankt Ingbert qui fut renommé, le 5 mars 1950 en FC Viktoria 09 Sankt Ingbert. Ce club, qui est celui ayant repris l'héritage du plus ancien club, existe encore de nos jours.
Comme tous les clubs sarrois, le SV Sankt Ingbert suivit les évolutions politiques et diplomatiques inhérentes à la Sarre. Ce territoire allemand de longue date fit l'objet des revendications françaises qui souhaitaient le rattacher à la France. L'actuel Land fut même brièvement considéré comme un État indépendant. Son équipe nationale prit part aux éliminatoires de la Coupe du monde 1954 (pendant lesquelles elle rencontre... l'Allemagne de l'Ouest) et une délégation sarroise participa aux Jeux Olympiques 1952 à Stockholm. La Sarre redevint de droit un territoire allemand à partir du 1er janvier 1957.
D'un point de vue football, une ligue sarroise (l'Ehrenliga – traduction: Ligue d'Honneur) fut même instituée en 1948 et se joua jusqu'au terme de la saison 1950-1951. À partir de ce moment, les clubs sarrois reprirent part aux compétitions régionales allemandes.
Durant cette période, le SV St-Ingbert remporta la Bewährungsklasse et monta dans l'Ehrenliga pour sa dernière saison d'existence sous ce nom. Cette ligue reçut alors le nom d'Amateurliga Saarland.
En 1956, St-Ingbert accéda à la 2. Oberliga Südwest. La saison suivante, le club en remporta le titre et monta en Oberliga Südwest (équivalent D1). Il n'y joua qu'une seule saison. Le club resta ensuite au niveau 2 (2. Oberliga Südwest) jusqu'en 1964, année où il retourna en Amateurliga Saarland (niveau 3).
St-Ingbert participa au premier tour du Championnat d'Allemagne Amateur en 1965, 1967 et 1969.
En 1974, le SV Sankt Ingbert descendit en Verbandsliga Saarland (niveau 4) (IV). Cette ligue devint niveau 5 en 1978, lors de la recréation d'une Oberliga Südwest comme 3e niveau de la hiérarchie. Cinq ans plus tard, le club descendit en Bezirksliga Saarland (niveau 6).
Durant les vint années qui suivirent le SV Sankt Ingbert joua à l'ascenseur entre les niveaux inférieurs de la hiérarchie allemande. En 2008, il joua en Kreisliga Ostsaarn, Groupe Höcherberg  (niveau 9). Le club remonta ensuite au 8e niveau de la pyramide de la DFB.
En 2018, la section football arrête son activité et la section handball fusionne avec un autre club.

## Palmarès
- Champion de la Bewährungsklasse Saarland: 1950.
- Champion de l'Amateurliga Saarland: 1955, 1974.
- Champion de l'2. Oberliga Südwest: 1957.
- Champion de la Bezirksliga Saarland: 1983, 1998.
- Champion de la Landesliga Saarland: 1984, 1999.